# Alexander A. Parker
|  | No s'ha de confondre amb Geoffrey Parker. |

Alexander Augustine Parker (1908 - 1989), va ser un hispanista anglès de renom.

## Biografia
Va dirigir el departament d'espanyol de la Universitat d'Aberdeen (1939-1953), va passar després al King's College de la Universitat de Londres i després a la d'Edimburg. Excel·lent coneixedor del teatre espanyol del Segle d'Or, va idear per a la seva anàlisi un procediment nou de teoria crítica, l'anàlisi temàtica-estructural, i va preparar edicions crítiques del Príncipe constante (1938, segona edició revisada en 1957) i No hay más fortuna que Dios, de Pedro Calderón de la Barca. Sobre aquest autor va publicar també The Allegorical Drama of Calderón, An introduction to the Autos Sacramentales (Oxford, 1943), un dels millors llibres sobre aquest gènere teatral barroc, l'acte sacramental. Consagrat també a l'estudi de la literatura comparada, va dedicar treballs importants a la novel·la picaresca, el conceptisme i culteranisme i l'obra de Cervantes i ja retirat va publicar The Philosophy of Love (Edinburg, 1985) i The Mind and Art of Calderon (Cambridge, 1988).

## Obres
- The Approach to the Spanish Drama of the Golden Age (1959)
- The Allegorical Drama of Calderón, An introduction to the Autos Sacramentales (Oxford, 1943), traduïda com Los autos sacramentales de Calderón de la Barca (Barcelona, Ariel, 1983)
- Literature and the Delinquent: the picaresque novel in Spain and Europe, 1599-1753 (Edimburgo, Edinburgh University Press, 1967), traduïda com Los pícaros en la literatura: la novela picaresca en España y Europa, 1599-1753 (Madrid, Gredos, 1971)
- The mind and art of Calderón. Essays on the comedias (Cambridge, 1988), traduïda com La imaginación y el arte de Calderón : ensayos sobre las comedias (Madrid, Cátedra, 1991)[3]
- The philosophy of love in Spanish literature, 1480-1680 (Edimburgo, 1985), traduïda com La filosofía del amor en la literatura española, 1480-1680 (Madrid, Cátedra, 1986)[2]